# Nootsara Tomkom
Nootsara Tomkom (นุศรา ต้อมคำ); Ratchaburi, 7 luglio 1985) è una pallavolista thailandese, palleggiatrice delle Columbus Fury.

## Carriera

### Club
La carriera di Nootsara Tomkom inizia a livello giovanile nei tornei scolastici thailandesi. Mancando un campionato professionistico thailandese, si dedica solo alla nazionale fino al 2007, quando disputa col Sang Som il campionato asiatico per club, raggiungendo la finale del torneo e ricevendo il premio di miglior palleggiatrice. Nella stagione 2007-08 ottiene il primo contratto professionistico all'estero, ingaggiata dal JAV Olímpico nella Superliga Femenina de Voleibol spagnola; al termine del campionato fa ritorno al Sang Som per il campionato asiatico per club, dove, come nella stagione precedente è nuovamente finalista e miglior palleggiatrice del torneo.
Nella stagione 2009-10 viene ingaggiata dal Köniz nella Lega Nazionale A svizzera, col quale si aggiudica la Supercoppa svizzera e lo scudetto, tornando a giocare nel medesimo club anche la stagione successiva; nel mezzo gioca nel 2009 col Federbrau al campionato asiatico per club, vincendo per la prima volta il torneo e ricevendo il premio di miglior servizio della competizione, nella quale si ripete anche nel edizione successiva replicando la vittoria e ricevendo il premio di MVP del torneo. 
Dopo aver disputato e vinto la Volleyball Thailand League col Kathu Phuket, a metà stagione passa all'Azərreyl per concludere il campionato 2011-12, classificandosi al secondo posto nel campionato azero, ricevendo anche il premio di miglior palleggiatrice, ed aggiudicandosi la Challenge Cup. Come è solita fare, torna insieme alle altre giocatrici della nazionale in patria per disputare e vincere nuovamente col Chang il campionato asiatico per club, ricevendo anche il premio di miglior servizio del torneo. Nella stagione 2011-12 torna a giocare nell'Azərreyl; al termine delle competizioni torna per l'ennesima volta al Chang, col quale si classifica al terzo posto al campionato asiatico per club 2012, venendo premiata a fine torneo nuovamente come miglior servizio. Gioca poi nel PEA, col quale si aggiudica la Coppa della Principessa. 
Nella stagione 2012-13 resta in Azerbaigian, ingaggiata dall'İqtisadçı, dove viene nominata capitano della squadra e col quale si classifica al secondo posto in campionato; al termine delle competizioni torna al PEA, vincendo la seconda Coppa della Principessa consecutiva. La stagione seguente è ancora in Azerbaigian per giocare nel Rabitə Baku, vincendo lo scudetto e venendo premiata come miglior palleggiatrice, risultato ripetuto anche al termine dell'annata 2014-15, dove però, oltre che come miglior palleggiatrice, viene anche premiata come miglior servizio del torneo ed MVP della regular season.
Nel campionato 2015-16 torna a vestire la maglia dell'Azərreyl, col quale si aggiudica lo scudetto, venendo anche premiata come miglior palleggiatrice. Nel campionato seguente approda in Turchia, dove difende per un biennio i colori del Fenerbahçe in Sultanlar Ligi, con cui conquista una Coppa di Turchia e uno scudetto. Vieni quindi ingaggiata dal Supreme Chonburi, per il solo campionato asiatico per club 2018, aggiudicandosi il torneo: torna quindi in patria nella stagione 2018-19, militando per un biennio nel Nakhon Ratchasima, col quale conquista uno scudetto.
Nella stagione 2020-21 approda per un biennio al Diamond Food, dove, seppur non giocando per qualche mese all'inizio di entrambe le annate, conquista altri due scudetti, mentre nel 2022 e nel 2023 prende invece partecipa all'Athletes Unlimited, venendo premiata come miglior palleggiatrice al suo secondo anno. In seguito continua a giocare negli Stati Uniti d'America, partecipando alla Pro Volleyball Federation 2024 con le San Diego Mojo, venendo premiata come miglior palleggiatrice e inserita nell'All-PVF Second Team.
Disputa poi la quarta edizione dell'Athletes Unlimited, venendo in seguito ingaggiata nel corso della Pro Volleyball Federation 2025 dalle Columbus Fury.

### Nazionale
Nel 2001, appena quattordicenne, viene convocata per la prima volta in nazionale, con la quale ottiene il terzo posto al campionato asiatico e oceaniano nelle edizioni 2001 e 2007; in seguito, invece, si classifica al terzo posto alla Coppa asiatica 2008.
Nel 2009 vince il Campionato asiatico e oceaniano, mentre un anno dopo è finalista alla Coppa asiatica, premiata in entrambe le competizioni come miglior palleggiatrice; successivamente conquista la medaglia d'oro ai XXVI Giochi del Sud-est asiatico. Nel 2012 partecipa al World Grand Prix e vince la Coppa asiatica, ricevendo il premio di miglior palleggiatrice di entrambe le competizioni, mentre un anno dopo vince la medaglia d'oro al campionato asiatico e oceaniano e ai XXVII Giochi del Sud-est asiatico.
Si aggiudica quindi la medaglia di bronzo ai XVII Giochi asiatici e al campionato asiatico e oceaniano 2015, a cui segue la vittoria della medaglia d'argento al campionato asiatico e oceaniano 2017. Nel 2018 conquista il bronzo alla Coppa asiatica, mentre, nel 2019, bissa l'argento al campionato asiatico e oceaniano; segue quindi la medaglia d'oro ai XXIX e ai XXX Giochi del Sud-est asiatico.
Nel 2021 annuncia il proprio ritiro dalla nazionale, ma fa ritorno sui suoi passi due anni dopo.

## Palmarès

### Club
- Campionato svizzero: 1

2008-09
- Campionato thailandese: 4

2010-11, 2018-19, 2020-21, 2021-22
- Campionato azero: 3

2013-14, 2014-15, 2015-16
- Campionato turco: 1

2016-17
- Coppa di Thailandia femminile: 2

2012, 2013
- Coppa di Turchia: 1

2016-17
- Supercoppa svizzera: 1

2008
- Campionato asiatico per club: 4

2009, 2010, 2011, 2018
- Challenge Cup: 1

2010-11

### Nazionale (competizioni minori)
- Coppa asiatica 2008
- Coppa asiatica 2010
- Giochi del Sud-est asiatico 2011
- Coppa asiatica 2012
- Giochi del Sud-est asiatico 2013
- Giochi asiatici 2014
- Giochi del Sud-est asiatico 2017
- Montreux Volley Masters 2016
- Coppa asiatica 2018
- Giochi del Sud-est asiatico 2019

### Premi individuali
- 2007 - AVC Club Championship: Miglior palleggiatrice
- 2007 - Campionato asiatico e oceaniano: Miglior palleggiatrice
- 2008 - AVC Club Championship: Miglior palleggiatrice
- 2009 - AVC Club Championship: Miglior servizio
- 2009 - Campionato asiatico e oceaniano: Miglior palleggiatrice
- 2010 - AVC Club Championship: MVP
- 2010 - Coppa asiatica: Miglior palleggiatrice
- 2011 - Superliqa: Miglior palleggiatrice
- 2011 - AVC Club Championship: Miglior servizio
- 2012 - AVC Club Championship: Miglior servizio
- 2012 - World Grand Prix: Miglior palleggiatrice
- 2012 - Coppa asiatica: Miglior palleggiatrice
- 2013 - Campionato asiatico e oceaniano: Miglior palleggiatrice
- 2014 - Champions League: Miglior palleggiatrice
- 2014 - Superliqa: Miglior palleggiatrice
- 2015 - Superliqa: MVP della regular season
- 2015 - Superliqa: Miglior servizio
- 2015 - Superliqa: Miglior palleggiatrice
- 2016 - Superliqa: Miglior palleggiatrice
- 2016 - Montreux Volley Masters: Miglior palleggiatrice
- 2016 - World Grand Prix: Miglior palleggiatrice
- 2017 - Campionato asiatico e oceaniano: Miglior palleggiatrice
- 2019 - Campionato asiatico e oceaniano: Miglior palleggiatrice
- 2023 - Athletes Unlimited Volleyball: Miglior palleggiatrice
- 2024 - Pro Volleyball Federation: Miglior palleggiatrice
- 2024 - Pro Volleyball Federation: All-PVF Second Team